# Kenneth Copeland
Kenneth Max Copeland (Lubbock, Texas, EUA, 06 de dezembro de 1936) é um tele-evangelista americano, autor, orador público e músico associado ao Movimento Carismático. Ele foi identificado como pregando uma mensagem de prosperidade e abundância, comumente referida como o evangelho da prosperidade, que tem sido criticado por várias denominações. Seu Ministério, o Kenneth Copeland Ministries (KCM), de Tarrant County, Texas, defende a aplicação diária da "Palavra de Deus" da Bíblia. KCM ensina fé bíblica, amor, cura, prosperidade e restauração através de diversos meios de comunicação, incluindo televisão, internet, livros, CD e DVD. O lema de KCM é "Jesus é o Senhor" de Romanos 10:9.